# 인도네시아의 개신교
인도네시아의 개신교는 수치상 20,250,000 명이며 이는 인도네시아 전체 인구의 약 7.6%를 차지하는 소수 종파로 이루어진다. (나라별 개신교)
개신교를 하는 것은,이 나라에서 여섯 승인 종교의 중 하나다. 다른 인 이슬람, 로마 가톨릭, 힌두교, 불교, 인도네시아 유교. 에 따르면 중앙 정보국이 통계, 인도네시아의 인구는 2010년 7% %에 있었다 개신교. <심판>/id.html CIA</ 심판> 2018 년 전국 인구 조사는 개신교 자신을 고려하여 인구의 약 7.6 %를 지적했다.

## 교파

### 개혁주의 교파

#### 네덜란드 개혁교회와 개혁주의 교단
17 세기 개혁주의 개혁교회가 국교회이던 시절 네덜란드 선교사들이 전한 개혁 신앙이며 이후 개혁주의 교파인 장로교회, 침례교회가 선교를 이러한 교회의 대부분은 세계 개혁 교회 친교의 구성원과 
- Sangihe-Talaud 기독교 복음 교회 (GMIST)
- 미나 하사 기독교 복음 교회
- 동 티모르 기독교 교회
- Luwuk Banggai 기독교 교회
- 중앙 술라웨시 섬에서 기독교 교회
- 남부 수마트라의 기독교 교회
- 숨바의 기독교 교회
- 토라 Mamasa의 교회
- 동부 자바 기독교 교회
- 할마 헤라의 복음주의 기독교 교회
- 파푸아에서 복음주의 기독교 교회
- Bolaang Mongondow에서 복음주의 교회
- 칼리만탄에서 복음주의 교회
- 서가기독교회 (西加基督敎會, 인도네시아어: Gereja Kristen Kalimantan Barat)
- 인도네시아어 기독교 교회 총회
- Buol TOLI-TOLI 인도네시아어 개신교 교회
- Donggala 인도네시아어 개신교 교회
- 고론 탈로에서 인도네시아어 개신교 교회
- 자바어 기독교 교회 (Sinode Gereja-gereja 크리스틴 자, GKJ)
- 카로 바 타크 개신교 교회
- Pasundan 기독교 교회
- 발리에서 개신교 기독교 교회
- 인도네시아 개신교 교회
- 말루 쿠의 개신교 교회
- 동남 술라웨시 섬에서 개신교 교회
- 웨스트 인도네시아 개신교 교회
- 티모르 개신교 복음주의 교회
- 토라 교회

#### 개혁 교회의 국제 회의의 회원
- Gereja - Gereja Reformasi Calvinis
- Gereja - Gereja Reformasi 디 인도네시아

#### 세계 개혁 원정대의 회원
- 인도네시아 개혁 복음 교회

### 공교회주의 교파

#### 루터교회와 공교회주의 교파
최초의 개신교회인 루터교회 세계 연맹과 연계한 루터교회와 국가별 루터교회가 네덜란드 개혁교회와 비슷한 시기에 선교를 시작했다. 그 후 공교회주의 교단중에서 감리교회와 성결교회, 오순절교회의 선교가 이뤄졌다. 루터교회와 제휴한 인도네시아어 교회는 다음과 같다.
- Banua Niha Keriso Protestan (BNKP) - 니아 스 섬의 개신교 교회
- Gereja Angowuloa Masehi 인도네시아 니아 스 (AMIN) 니아 인도네시아의 -Christian 영성체
- Gereja 칼리만탄 Evangelis (GKE) - 칼리만탄에서 복음주의 교회이다. 또한 세계 개혁 교회 친교의 멤버.
- Gereja 크리스틴 루터 인도네시아 (GKLI) - 인도네시아어 기독교 루터 교회
- Gereja 크리스틴 Protestan Angkola (GKPA) - 기독교 개신교 Angkola 교회
- 멘타 와이에서 개신교 기독교 교회 (FKA의 PKPM) - Gereja 크리스틴 Protestan 디 멘타 와이 (GKPM)
- Gereja 크리스틴 Protestan 인도네시아 (GKPI) - 인도네시아에서 기독교 개신교 교회
- Gereja 크리스틴 Protestan Pakpak Dairi (GKPPD) - Pakpak Dairi 개신교 기독교 교회
- Gereja 크리스틴 Protestan Simalungun (GKPS) - Simalungun 개신교 기독교 교회
- Gereja Masehi Injili 미나 하사 (GMIM) - 미나 하사 기독교 복음주의 교회이다. 또한 세계 개혁 교회 친교의 멤버.
- Gereja Punguan 크리스틴 타크 (GPKB) - 타크 기독교 커뮤니티 교회
- Gereja Protestan 퍼 세쿠 투안 (GPP) - 연합 개신교 교회
- Huria 크리스틴 타크 개신교 (HKBP) - 개신교 기독교 타크 교회
- Huria 크리스틴 인도네시아 (HKI) - 인도네시아 기독교 교회 (일명 기독교 교회 멘타 와이에서)
- Orahua Niha Keriso Protestan (ONKP) - 개신교 기독교 교회의 친교

HKI, GMB, GKPS, GKPI, GKLI, GKPA, GPP 및 GKPPD HKBP의 모든 분할. GKLI는 노르웨이 루터 교회와 강력한 관계를 유지하고있다. BNKP 및 HKBP 역사적으로 협력하고 있지만 GKPM이 HKBP 선교사에 의해 설립되었다. 공식적인 관계는 그 엔티티 사이에 존재하지 않는다. 아민 BNKP에서 분할 루터교의 정체성을 더 유지한다.
Gereja 루터 인도네시아 (GLI)을 고백 복음주의 루터교 회의에 가입된다. GLI는 밀접하게 미국의 위스콘신 복음주의 루터교 총회와 관련된다. GLI은 족 자카르타에서 자카르타에 사무소를 가지고 있으며, 신학교, Sekolah 팅기 Teologi 루터 (STTL)를 운영하고 있다. GLI 파푸아와 칼리만탄에 큰 자바와 서부 티모르 교회뿐만 아니라 게시물이 있다.

## 교단 연합 단체
- 인도네시아 교회연합(인도네시아어: Persekutuan Gereja-Gereja di Indonesia (PGI))
- 인니화인기독교회연회(인도네시아어: Persekutuan Gereja-Gereja Tionghoa di Indonesia (PGTI))

## 역사
개신교는 네덜란드 동인도 식민지 기간 동안 인도네시아에 도착했다. 1700년대 중반으로 상당한 루터 존재가 1749. 1817년에 루터 총독 Gustaaf 빌렘 반 임 호프에 의해 만들어진 루터 교회, 자카르타에서 발견되었으며, 네덜란드는 Nederlandsch - 인디의 Protestantsche Kerk ( "Indische 설립 개혁, 루터교, 침례교, 알 미니와 메노나이트 교단의 조합으로 Kerk은 "). 1835년, 네덜란드의 왕이 한 교회 협의회는 융합과 네덜란드의 식민지에서 개신교 교단을 감독 할 것을 명했다.

## 같이 보기
- 인도네시아의 기독교